# Palacio del Tau (Angers)
El palacio del Tau (en francés: Palais du Tau) es un antiguo palacio de Francia de origen medieval, el antiguo palacio episcopal del obispo de Angers, ahora casa diocesana de obras. Se encuentra junto a la catedral de San Mauricio, en el centro de la ciudad de Angers. Se apoya sobre un antigua muralla que data del siglo III en el emplazamiento de la porte angevine. Los sótanos y una de las torres del palacio reutilizan parte del muro.
Fue objeto de una clasificación al título de monumento histórico desde el 23 de octubre de 1907.

## Descripción
El edificio consiste en una alternancia de ladrillos y piedras y mampuestos de esquisto con paramentos de tuffeau. Está dispuesto en forma de «T» de ahí el nombre de Palacio del Tau. Los dos cuerpos principales tienen dos cuerpos superpuestos y una planta de ático accesible a través de una escalera de caracol.
Los cuerpos están ocupados por una sala baja común, establos, una sala sinodal, los restos de una escalera de caracol, un paño del muro de la capilla de los obispos, un calabozo y una cocina circular.

Detalles
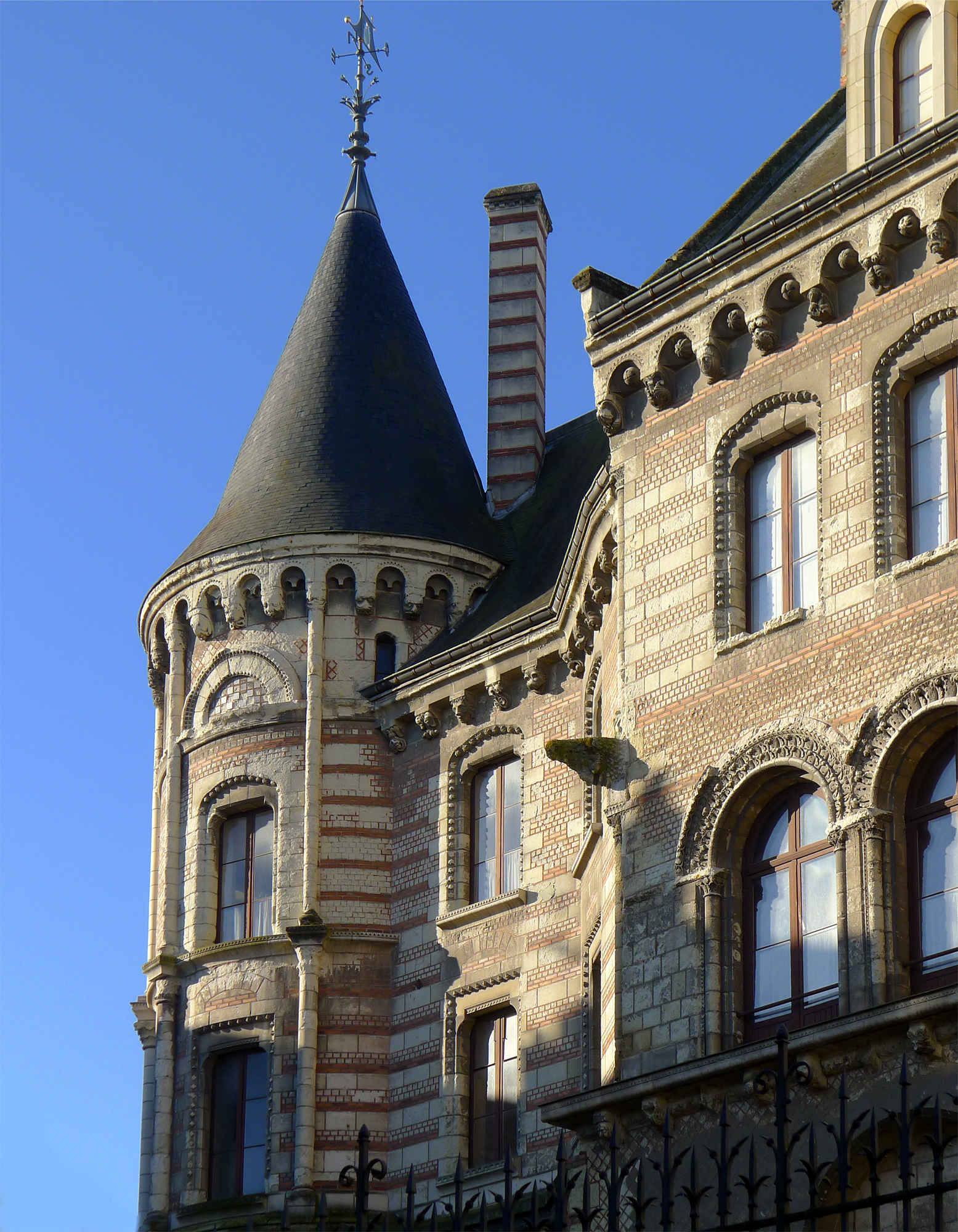
Torreta en ángulo
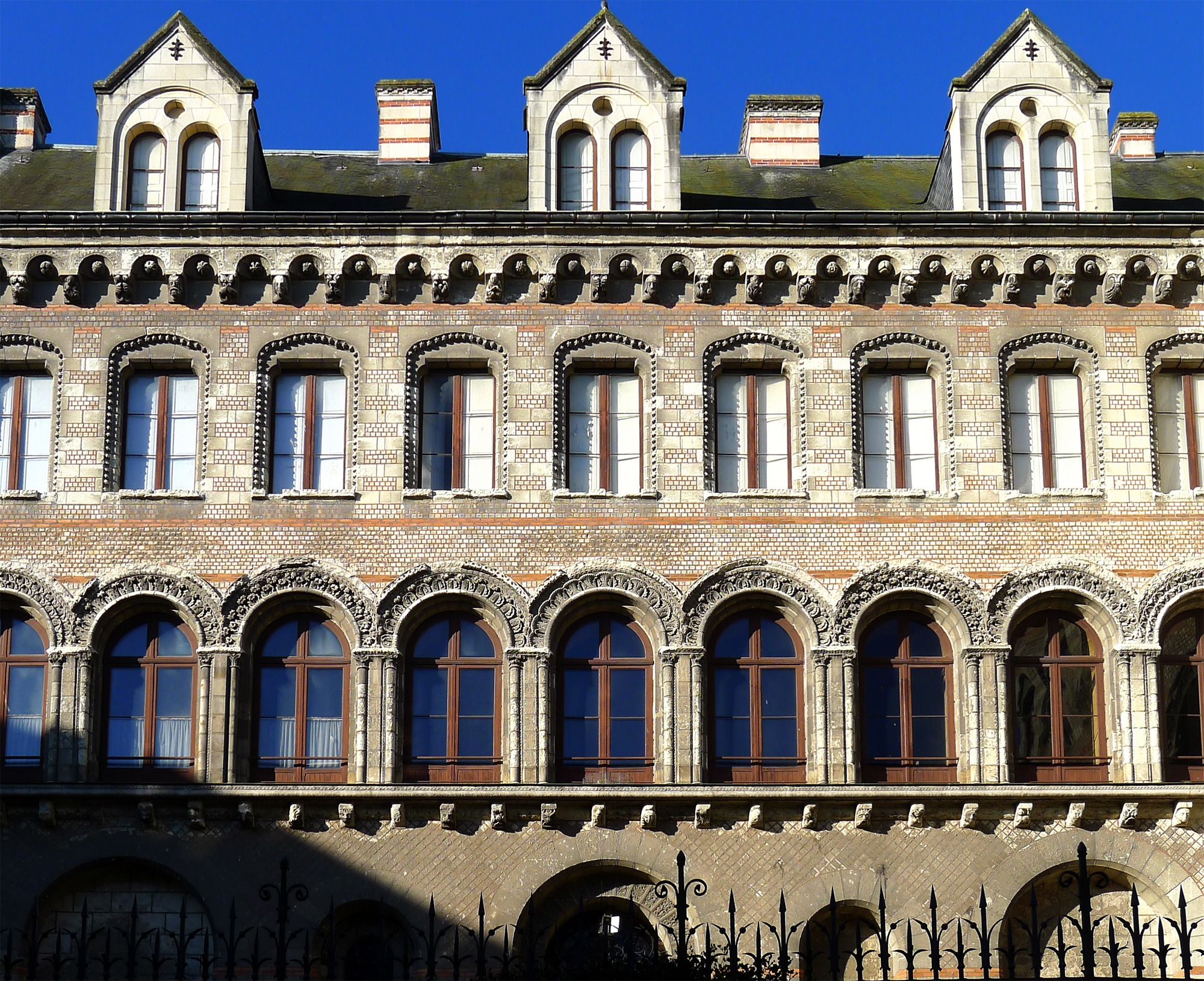
Fachada
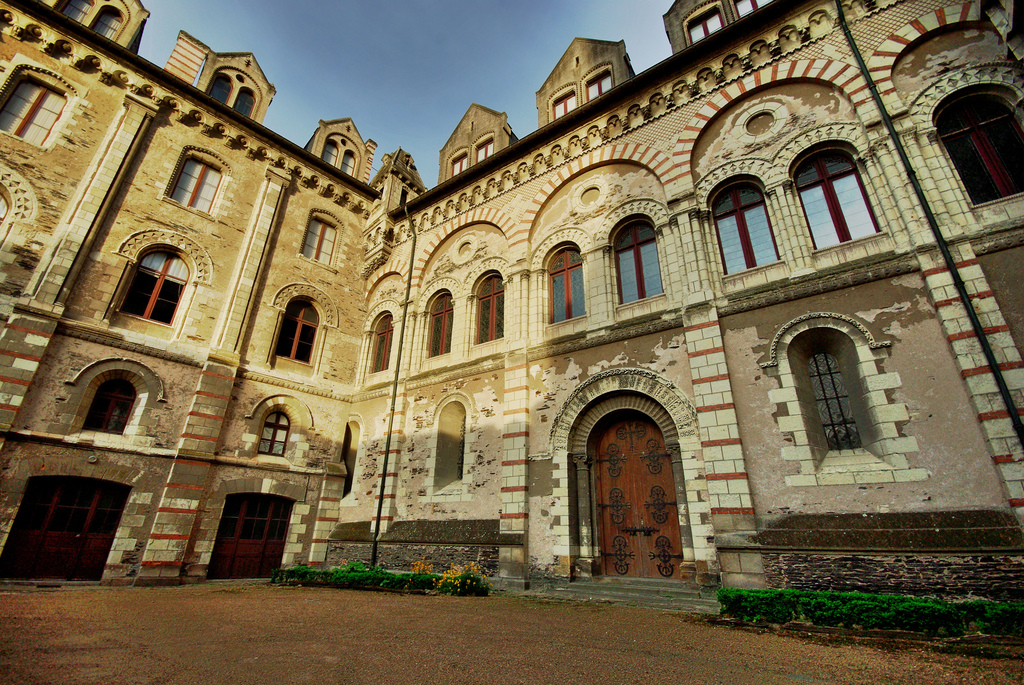
Adosado al presbiterio de la catedral de Angers

## Historia

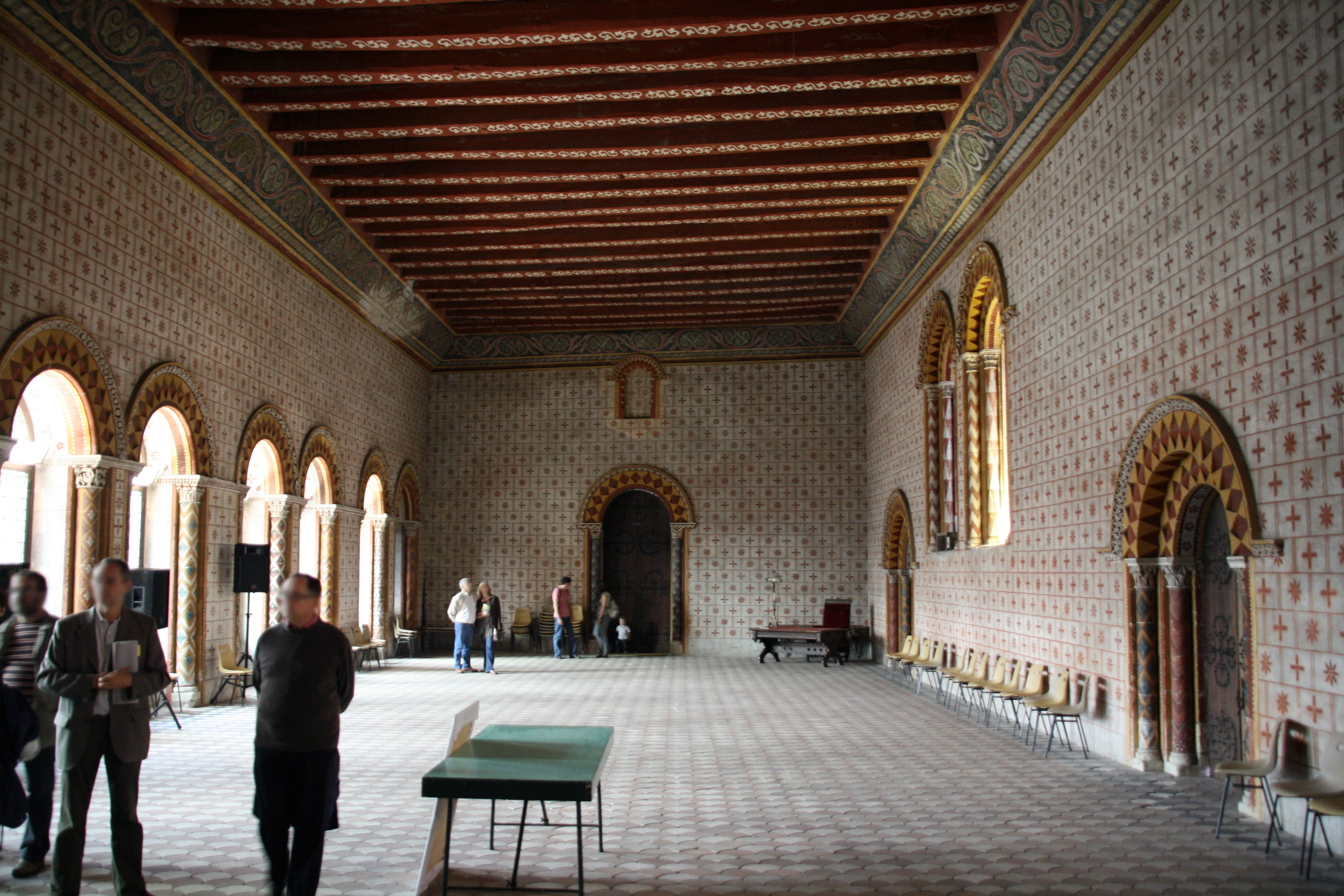
La sala de justicia de los nobles y de los eclesiásticos

La presencia del palacio episcopal está atestiguada al norte de la catedral desde mediados del siglo IX. El palacio en su estado actual data del comienzo del siglo XII, edificado sobre cimientos más antiguos. En 1438, el obispo Hardouin de Bueil modificó los techos y acondicionó una gran sala que actualmente sirve de biblioteca. La escalera principal con vistas al cour d'honneur fue construida en 1506 por la voluntad del obispo Francois de Rohan; permanece inacabada a la altura de la sala sinodal hasta 1864. En el siglo XVII, el palacio sufrió modificaciones importantes. Con el obispo Claude de Rueil, las tres arquerías de conexiones entre las dos naves de la sala sinodal están amuralladas y los apartamentos están dispuestos en el cuerpo del norte. La cocina circular del siglo XII fue reconfigurada. Con el obispo Michel Lepeletier, las decoraciones de la fachada norte y de la sala sinodal fueron desnaturalizadas; hizo reconstruir un antigua escritorio para su uso personal. En 1751, se restauró la cocina circular.
En la segunda mitad del siglo XIX se restauró todo el edificio. El arquitecto diocesano Charles Joly-Leterme estuvo a cargo de la remodelación. Un segundo patio de entrada desde la rue de l'Oisellerie se formó con la construcción de una nueva ala entre 1861 y 1864. Los apartamentos del cuerpo norte fueron suprimidos para agrandar el cuerpo principal.
Presenta un conjunto arquitectónico completo, mostrando bien los diversos reordenamientos, mientras preserva una gran unidad arquitectónica. Su dibujo en tau sigue siendo un elemento atípico en Francia. El edificio conservó su afectación en la Revolución, y se convirtió en un museo de tapices y de arte religioso en 1910, después casa diocesana de las obras en 1954.

## Inscripciones
Varias inscripciones están presentes en el palacio. Datan principalmente de los siglos XIII y XIV.
Dos inscripciones latinas están particularmente bien conservadas:
- CLERICUS ET MILES PERGANT, AD CETERA VILES/NUM LOCUS HOS PRIMUS CECET, ILLOS VILIS ET IMUS (Aquí, los clérigos y los caballeros, además de las gentes menor condición /a ellos deben la sala de honor, a ellos, la modesta pieza de abajo)
- SPONTE FAVOS AEGRE SPICULA (Os dono voluntariamente mi miel y no sacar mi dardo que obligado)